# Микеле Брави
Микеле Брави (на италиански: Michele Bravi, роден на 19 декември 1994 г.) е италиански певец, победител в 7-ия сезон на X Factor Италия.

## Биография и творчество
Микеле е роден в Чита ди Кастело на 19 декември 1994 г. Запален по музиката още от малък, Микеле започва да пее в детския хор на града и същевременно учи китара и пиано.

### X Factor и „La vita e la felicità“
След като завършва с отличие класическата гимназия на града си, решава да се запише на кастинг на италианския X Factor. На него изпъква с певческите си способности и е забелязан от журито, което го допуска нататък в категорията „Мъже (18 – 24 години)“ с капитан Морган. През цялото си участие Микеле експериментира и открива нюансите на гласа си, спечелвайки симпатиите на публиката. Дори самият Тициано Феро го забелязва и накрая заедно с Дзиба написват песента „La vita e la felicità“ (Животът и щастието), която му донася победата в шоуто.
На 6 декември 2013 г. е издаден първият му миниалбум, озаглавен „La vita e la felicità“, който съдържа няколко кавъра на песни, изпяти по време на участието му в X Factor, както и едноименният сингъл. На 23 декември същата г. излиза заснетият към него клип, а на 24 януари 2014 г. песента е удостоена със златен диск за продадени 15 000 копия.

### „A passi piccoli“
На 6 февруари 2014 г. е съобщено, че Микеле ще изпълни саундтрака към филма на Карло Вердоне „Sotto una buona stella“ (Под щастлива звезда). Едноименната песен е написана от Федерико Дзампалионе и е издадена на 13 февруари. В заснетия към нея видеоклип участват главните герои от филма – самият Карло Вердоне и Паола Кортелези.
На 16 май същата година е издаден сингълът „Un giorno in più“ (Само още един ден), който е включен в първия албум на Микеле „A passi piccoli“ (С малки стъпки), издаден на 10 юни. В него се съдържат единайсет песни, написани за Микеле от изпълнители като Джорджа, Лука Карбони, Тициано Феро, Даниеле Магро, Пиеро Ромители, Емилио Мунда, Федерико Дзампалионе и Джеймс Блънт. На 21 юни Микеле представя албума си на Наградите на MTV и печели наградата за най-добро изпълнение.
На 29 август започва да се върти по радиата сингълът „In bilico“ (Пазейки равновесие), написан от Джорджа, а на 22 септември излиза видеоклипът към него.

### YouTube:„Viaggio in costruzione“
На 16 януари 2015 г. Микеле обявява, че работи върху нов албум.
На 25 януари съобщава през Туитър, че има желание да запише нов албум в сътрудничество със своите почитатели, включвайки ги чрез седмични видеа на канала си в YouTube, които показват работата му върху него.
На 26 януари на канала си в YouTube публикува клип под името „Viaggio in costruzione“ (букв. „Пътешествие в ремонт“) – първото видео по новия проект, в което Микеле разказва за своите преживявания по време на участието си в X Factor, издаването на първия ми миниалбум и прочее. Следват влогърски клипове в сътрудничество със София Вискарди, TheShow, Daniele Doesn't Matter, Alberico и други италиански YouTube влогъри, както и кавъри на песни. На 10 август същата г. съобщава името на своя втори албум – „I Hate Music“ (Мразя музиката), който излиза на 2 октомври.

### Личен живот
През 2017 г. Брави разкрива в интервю, че е имал двегодишна връзка с мъж, но отказва да постави етикет на сексуалната си ориентация. Той споделя: „Не е необходимо да се разкривам, защото никой млад мъж не би се изненадал, че съм се влюбил в друго момче ... Аз срещнах човек, който ме накара да изпитвам емоции. Същото бих могъл да изпитам и с момиче в бъдеще.“

## Дискография

### Студийни албуми
- 2013 – A passi piccoli
- 2015 – I Hate Music

### Миниалбуми
- 2013 – La vita e la felicità

### Сингли
- 2013 – La vita e la felicità
- 2014 – Un giorno in più
- 2014 – In bilico

## Видеоклипове
- 2013 – La vita e la felicità
- 2014 – Sotto una buona stella
- 2014 – Un giorno in più
- 2014 – In bilico